# La morte e la fanciulla (opera teatrale)
La morte e la fanciulla (La muerte y la doncella) è un'opera teatrale del drammaturgo cileno Ariel Dorfman, debuttata a Londra nel 1991. L'opera è ambientata ai nostri giorni, in una pièce che potrebbe essere il Cile o qualunque altro Paese che potrebbe aver instaurato una democrazia dopo una lunga dittatura. Al suo debutto al Royal Court Theatre il dramma vinse il Laurence Olivier Award alla migliore nuova opera teatrale.

## Trama
Paulina Salas è un'ex prigioniera politica durante una crudele dittatura in un Paese mai specificato dell'America Latina. Nel corso della sua prigionia, Paulina è stata ripetutamente violentata dai suoi aguzzini, sovrintesi da un sadico dottore che la donna non ha mai visto e che suonava il Quartetto n. 14, noto appunto come La morte e la fanciulla, durante i soprusi.
La dittatura crolla e il Paese diventa democratico, Paulina si sposa con l'avvocato Gerardo Escobar e si trasferisce in campagna. Mentre torna da una visita dal presidente, a Gerardo si fora uno pneumatico e viene soccorso da un altro automobilista, il Dr. Roberto Miranda. Miranda riporta Gerardo a casa e qui Paulina riconosce nei suoi modi e nella sua voce quelli del suo torturatore. Dopo averlo tramortito e legato, prova ad estorcergli una confessione.
Gerardo non è convinto della colpevolezza di Miranda e prova a comportarsi da avvocato della difesa per assecondare la pazzia della moglie, che ritiene il dottore colpevole oltre ogni ragionevole dubbio. Alla fine, Gerardo scrive una confessione per Miranda, non tanto perché ritenga il medico colpevole, bensì per liberare la moglie dai suoi demoni. Paulina registra la confessione, la fa firmare al medico e, mentre Gerardo esce per preparare l'auto di Miranda per il suo imminente rilascio, la donna ribadisce ancora una volta la sua certezza sull'identità dell'aguzzino. Paulina ammette di aver alterato intenzionalmente piccoli dettagli della sua storia quando l'ha condivisa con Gerardo, e che Roberto ha corretto quei dettagli nella sua stessa confessione. Sebbene Roberto si dichiari innocente, lei si prepara a giustiziarlo.
All'improvviso, lo spettacolo fa un balzo avanti nel tempo e si vedono Paulina e Gerardo assistere a un concerto. Non si sa se Paulina alla fine abbia ucciso o meno Roberto. Mentre l'orchestra del concerto inizia a suonare "La morte e la fanciulla" di Schubert, Paulina vede Roberto dall'altra parte della stanza proiettato in una luce "fantasmagorica", e il pubblico è lasciato a chiedersi se sia veramente lì oppure ciò che vede sia un mero parto dell'immaginazione di Paulina.

## Personaggi e interpreti principali
| Personaggio     | Descrizione                                       | Workshop, 1990  | Londra, 1991     | Broadway, 1992   | Londra, 2011     |
| --------------- | ------------------------------------------------- | --------------- | ---------------- | ---------------- | ---------------- |
| Paulina Salas   | Ex prigioniera politica, 38 anni                  | Penelope Wilton | Juliet Stevenson | Glenn Close      | Thandie Newton   |
| Gerardo Escobar | Marito di Paulina, un avvocato, quarantacinquenne | Michael Maloney | Bill Paterson    | Richard Dreyfuss | Tom Goodman-Hill |
| Roberto Miranda | Medico cinquantenne                               | Jonathan Hyde   | Michael Byrne    | Gene Hackman     | Anthony Calf     |

## Adattamento cinematografico
Nel 1994 Roman Polański ha diretto l'adattamento cinematografico La morte e la fanciulla, con Sigourney Weaver, Ben Kingsley e Stuart Wilson nei ruoli del tre protagonisti.